# Lecidea commaculans
Lecidea commaculans är en lavart som beskrevs av Nyl. Lecidea commaculans ingår i släktet Lecidea och familjen Lecideaceae.   Inga underarter finns listade i Catalogue of Life.